# 人民爱国联盟
人民爱国联盟（菲律宾语：Makabayang Kowalisyon ng Mamamayan，缩写为Makabayan）是菲律宾的一个左翼政党联盟。该联盟成立于2009年4月16日，由12个参与菲律宾众议院选举的左翼党派组成，包括民族第一、劳动群众、加布里埃拉妇女党、关心教师联盟和青年等党派。